# Barnes & Noble
Barnes & Noble (рус. «Барнс энд Ноубл») — американская компания, крупнейшая в США по продажам книг. Один из мировых лидеров по обороту продаваемых книг и услуг через Интернет и один из первых интернет-сервисов, ориентированных на продажу реальных товаров массового потребления. Штаб-квартира расположена в Нью-Йорке.

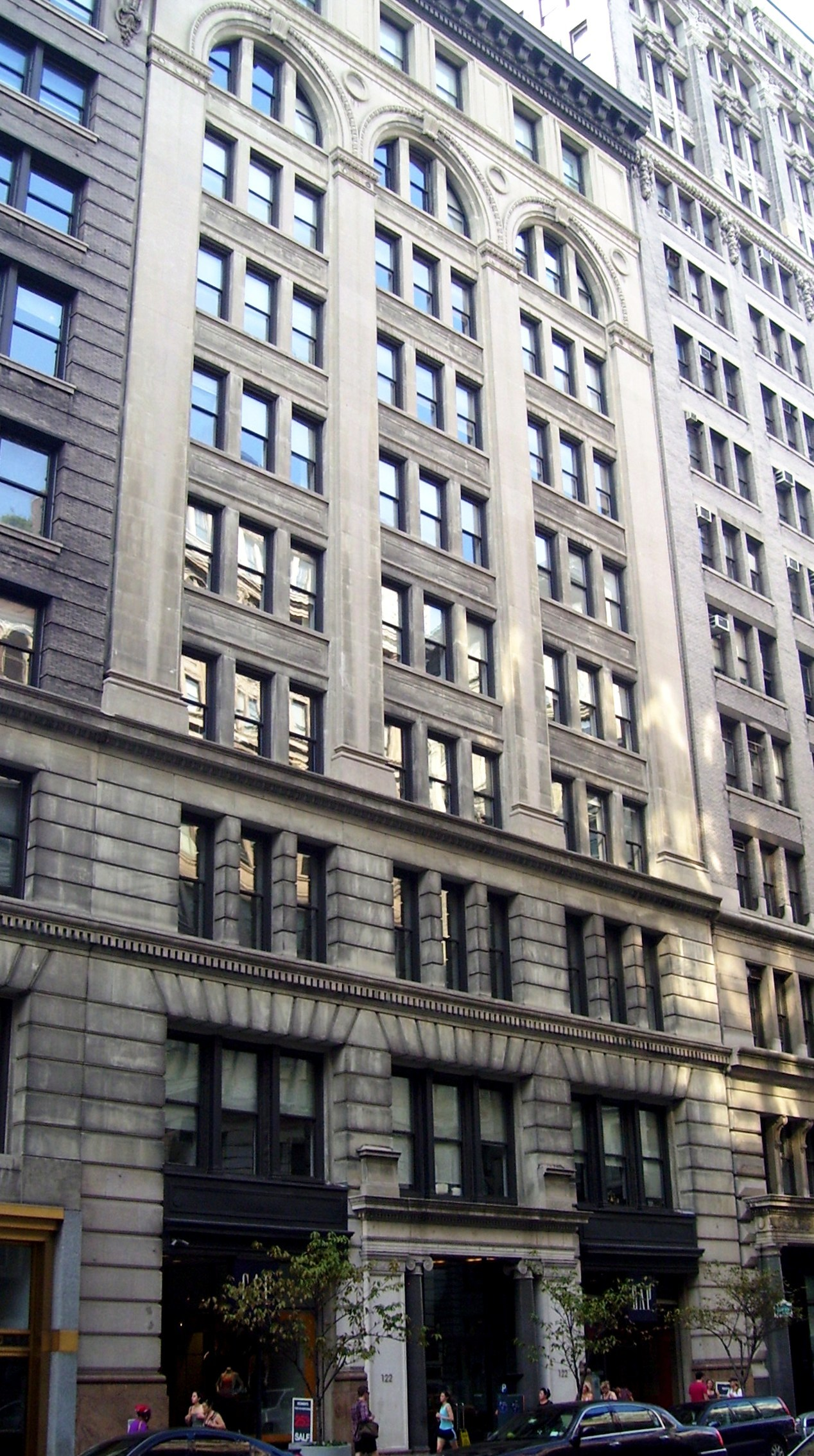
Магазин Barnes & Noble на 5-й авеню

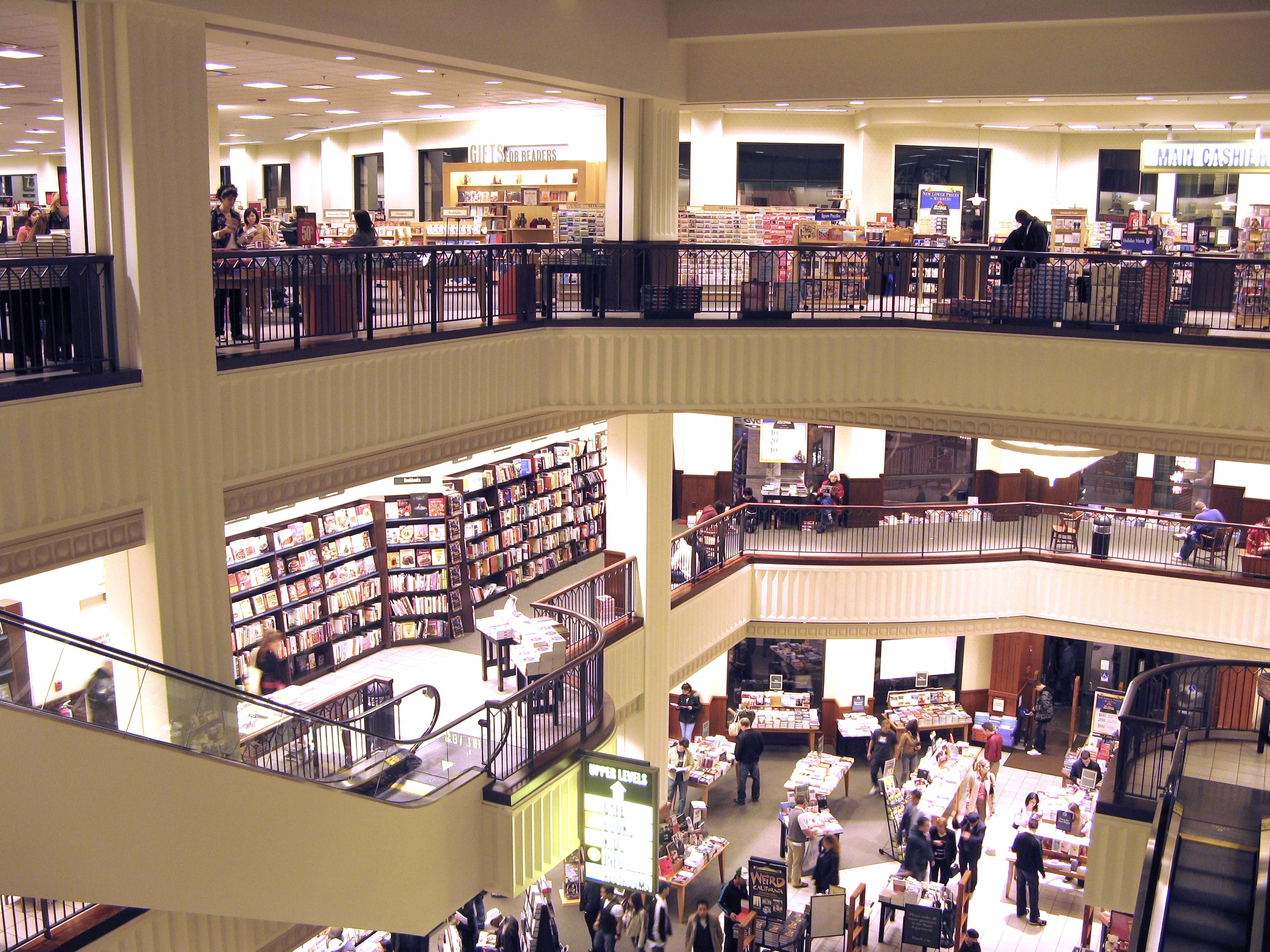
Внутри магазина

Компания основана Чарлзом Барнсом в Уитоне, штат Иллинойс в 1873 году как книгопечатный бизнес. Первый книжный магазин был открыт его сыном Уильямом в 1917 году в Нью-Йорке. В 1971 году компания приобретена Леонардом Риджио |en|Leonard S. Riggio}}, начиная с этого момента развивается, прежде всего, как книготорговая сеть в формате дискаунтера.
По состоянию на 2012 год компания обладает сетью книжных магазинов в США, продаёт печатные и электронные книги через свой интернет-сайт, самостоятельно издаёт книги, а также выпускает серию электронных устройств.

## Nook
Компания также является разработчиком линейки электронных книг Nook, работающих на платформе Android. Выпуск первой модели состоялся 30 ноября 2009 года, стартовая цена устройства составила $259, а в июне 2010 года компания снизила цену на устройство до $199 и представила модель только с wi-fi-связью стоимостью в $149. В октябре 2010 года была запущена в продажу цветная версия устройства, а в ноябре 2011 года компания выпустила свой первый планшет Nook Tablet по цене в $249. 30 октября 2013 года выпустила обновлённую версию электронной книги NOOK GlowLight по цене $120. На борту ридера 4 ГБ встроенной памяти, переработанный интерфейс.